# Combretum hereroense
Combretum hereroense är en tvåhjärtbladig växtart. Combretum hereroense ingår i släktet Combretum och familjen Combretaceae.

## Underarter
Arten delas in i följande underarter:
- C. h. grotei
- C. h. hereroense
- C. h. volkensii
- C. h. parvifolium
- C. h. villosissimum